# Boris Pahor
Pour les articles homonymes, voir Pahor.
Ne doit pas être confondu avec Borut Pahor.
Œuvres principales
- Quand Ulysse revient à Trieste (1955)
- Nekropola (1967)

Boris Pahor, né le 26 août 1913 à Trieste, qui appartenait à l'époque à l'empire d'Autriche-Hongrie, et mort le 30 mai 2022 dans la même ville, est un écrivain slovène.

## Biographie
Boris Pahor est le fils d'un photographe pour la gendarmerie  (Franc Pahor) et d'une cuisinière placée (Marija Ambrozic). En 1920, Boris Pahor assiste à l'incendie de la maison de la Culture slovène (Narodni dom, soit la « Maison du peuple ») de Trieste, par les fascistes italiens dont il déclare : « J'avais sept ans. Ça a été un choc énorme ». Quand les nazis prirent le contrôle de la région en 1943, il rejoignit les rangs de l'armée de libération yougoslave. Arrêté, il fut déporté en Alsace au camp de concentration de Natzweiler-Struthof, puis en Allemagne (Dachau, Mittelbau-Dora et Bergen-Belsen),. Il en gardera une maladie du foie, qu'il soignera en allant se réinstaller à Trieste, luttant contre les bacilles grâce au soleil. Cette volonté de rester à Trieste explique le fait qu'il soit resté en Italie, plutôt que de s'installer en Yougoslavie puis en Slovénie, la ville ayant été intégrée à la Yougoslavie en 1945, puis cédée à l'Italie en 1954, tout en conservant une importante minorité slovène.
Bien que parlant parfaitement de nombreuses langues il écrit en slovène et il a inlassablement défendu la culture slovène persécutée dont il est la mémoire et la voix. Mais ce n’est que dans les années 90, alors qu’il a déjà plus de 80 ans, que la France et l’Europe prennent connaissance de son œuvre.  
Il est considéré comme l’un des écrivains de langue slovène les plus importants de son époque. Il n’est révélé aux lecteurs de langue française qu’en 1990, par son récit majeur Nekropola (Pèlerin parmi les ombres, La Table ronde, traduction de 1990), où il narre son expérience des camps de la mort, puis par son roman Printemps difficile (Phébus, 1995).
Il est candidat sur la liste du Parti populaire sud-tyrolien (SVP) au nom de l'alliance avec la Slovenska Skupnost pour les élections européennes de 2009.
En 2021, à 108 ans, il est le doyen de la littérature mondiale. La même année, il fait son entrée dans l'édition 2022 du Petit Larousse.
Il était marié à Radoslava Premrl (1921-2009).

## Distinctions
- Chevalier de l'ordre national de la Légion d'honneur
- Invité des septièmes Rencontres européennes de littérature, il a reçu la médaille d'honneur de la ville de Strasbourg le 24 mars 2012[réf. souhaitée].
- Lauréat du 9e prix Véronique Dutriez, décerné en juin 2015 à Strasbourg par le Cercle Menachem Taffel, au titre de l'ensemble de son œuvre[7].
- Octobre 2017 : Prix du citoyen européen[8]

## Œuvre
- Pèlerin parmi les ombres (Nekropola), trad. Andrée Lück-Gaye,  Paris, éd. La table Ronde 1990, rééd. La Table ronde coll. La Petite Vermillon 1996.
- Printemps difficile (Spopad s Pomladjo), trad. Andrée Lück-Gaye, Paris, Phébus, 1995, rééd., Libretto, 2013.
- La Villa sur le lac (Vila ob jezeru), trad. Benito Merlino, Paris, Bartillat, 1997.
- Jours obscurs (Zatelnitev), trad. Antonia Bernard, Paris, Phébus, 2001 (suite de Printemps difficile).
- La Porte dorée (Zibelka sveta), trad. Andrée Lück-Gaye, Paris, Le Rocher, 2002.
- Dans le labyrinthe (V labirintu), trad. Antonia Bernard, Paris, Phébus, 2003 ( suite de Jours obscurs).
- Blumen für einen Aussätzigen  (de), Kitab Verlag, 2004.
- Arrêt sur le Ponte Vecchio, trad. Andrée Lück-Gaye et Claude Vincent, Paris Ed. des Syrtes 1999 , réédition 10-18, 2006 (recueil de nouvelles)
- Le Jardin des plantes (Zgodba o reki, kripti in dvorljivem golobu), trad. Antonia Bernard, Paris, Le Rocher, 2007.
- L’Appel du navire (Parnik trobi nji), trad. Antonia Bernard,  Paris, Phébus, 2008.
- Quand Ulysse revient à Trieste (Mesto v zalivu) (1955), Paris, éd.  Pierre-Guillaume de Roux, 2013,  (ISBN 978-2363710574).
- Place Oberdan à Trieste, Paris, éd. Pierre-Guillaume de Roux, 2018 (recueil de nouvelles).

### Documentaire
- Boris Pahor, un homme libre, 1 h 38. Fabienne Issartel, France, 2013.